# Mid Yell
Mid Yell är den största orten på ön Yell, i civil parish Yell, i kommun Shetlandsöarna, i Skottland. Byn är belägen 15 km från Voe. Orten hade 1 075 invånare år 1991.